# Nowe Minięta
Nowe Minięta – osada w Polsce położona w województwie pomorskim, w powiecie sztumskim, w gminie Mikołajki Pomorskie.
W latach 1975–1998 miejscowość administracyjnie należała do województwa elbląskiego.
Znajduje się tu piętrowy barokowo-klasycystyczny dwór z narożną wieżyczką, wybudowany w XVIII w., przebudowany w XIX w.  